# Lactotrofo
Lactotrofos ou lactotropos são células da hipófise que produzem prolactina em resposta a sinais, incluindo a dopamina e o estrógeno. A dopamina tem um efeito inibitório na secreção de prolactina.
Se essas células sofrem transformação neoplásica, eles vão dar origem a um prolactinoma, uma adenoma pituitário secretor de prolactina.